# Stara Gradina
Stara Gradina är en ort i Kroatien.   Den ligger i länet Virovitica-Podravinas län, i den östra delen av landet, 120 km öster om huvudstaden Zagreb. Stara Gradina ligger 121 meter över havet och antalet invånare är 977.
Terrängen runt Stara Gradina är platt. Runt Stara Gradina är det ganska glesbefolkat, med 23 invånare per kvadratkilometer. Närmaste större samhälle är Virovitica, 9,9 km väster om Stara Gradina. Trakten runt Stara Gradina består till största delen av jordbruksmark.